# Andrew Fisher
Andrew Fisher (Crosshouse, Ayrshire, Escocia; 29 de agosto de 1862-Londres, 22 de octubre de 1928) fue un político australiano que se desempeñó como  Primer ministro de Australia en tres ocasiones distintas. 
El gobierno laborista de Fisher de 1910 a 1913 completó un vasto programa legislativo que lo convertiría, junto con el proteccionista Alfred Deakin, en el fundador de la estructura estatutaria de la nueva nación. El legado de reformas y desarrollo nacional que dejaron sus mandatos perduró más allá de las divisiones que posteriormente aparecerían con la Primera Guerra Mundial y las presiones de Billy Hughes para imponer el alistamiento para el servicio militar.
La segunda etapa de gobierno de Fisher representó en 1910 varios hitos: fue la primera mayoría absoluta de un gobierno federal en Australia, la primera mayoría en el Senado y la primera vez en el mundo que un partido laborista se hacía con la mayoría de gobierno a nivel nacional. Al mismo tiempo, representó la culminación de la participación de los laboristas en la política. Con la aprobación de ciento trece leyes, el gobierno de 1910 a 1913 fue un periodo de reformas sin igual en la Mancomunidad de Naciones hasta la década de 1940. Habiendo ejercido durante un total de cuatro años y diez meses, Fisher es el segundo primer ministro laborista australiano más duradero, sólo superado por Bob Hawke.
El Partido Laborista cambió de nombre en 1912 a iniciativa de King O'Malley, pasando de Labour a Labor.

## Primeros años
Fisher nació en Crosshouse, un pueblo minero cercano a Kilmaurs, East Ayrshire, Escocia. Fue el segundo de los ocho hijos de Robert Fisher y Jane Garvin. La educación de Fisher consistió en algo de educación primaria, un poco de escuela nocturna y en la lectura de libros en la biblioteca de la cooperativa que su padre había ayudado a formar. 
Empezó a trabajar a los 13 años en las minas de carbón de Crosshouse. A los 17 fue elegido secretario de la rama local del sindicato Ayrshire Miners,
su primer paso en su carrera política. El sindicato convocó una huelga en 1881 para pedir un incremento del 10 por ciento en los salarios, pero finalmente no tuvo éxito y Fisher perdió su trabajo. Después de encontrar empleo en otra mina, volvería a dirigir a los mineros a otra huelga por mejores salarios en 1885. Esta vez, no fue sólo despedido sino también fichado (blacklisted).
Ante la imposibilidad de encontrar trabajo, Fisher y su hermano emigraron a Queensland en 1885. A pesar de haber abandonado su hogar, se dice que Fisher retuvo un distintivo acento escocés para el resto de su vida. Aquí, Fisher trabajó como minero, primero en Burrum y luego en Gympie. Se hizo operario de la maquinaria de la mina, encargada de subir y bajar cargas en el elevador, después de conseguir la cualificación en 1891. El mismo año, también resultó elegido presidente del sindicato de operarios. También estuvo activo en el sindicato Amalgamated Miners, y en 1891 fue elegido presidente de la sección de Gympie.

## Parlamentario

### Parlamento de Queensland
En 1891 fue elegido primer presidente de la sección de Gympie del Partido Laborista Australiano. En 1893, fue elegido para la Asamblea Legislativa de Queensland como miembro laborista por el distrito electoral de Gympie y durante el año siguiente se convirtió en el diputado líder de los laboristas en la Asamblea Legislativa. Apoyó un recorte del cincuenta por ciento en el gasto militar y declaró su apuesta por la federación. Otra área que captó su atención durante este tiempo fue el empleo de trabajadores de las Islas del Pacífico en las plantaciones de azúcar, una práctica a la que Fisher y el Partido Laborista se opusieron. Perdió su escaño en 1896, tras una campaña en la que su oponente Jacob Stumm le acusó de ser un peligroso revolucionario y anticatólico, acusaciones que se volcaron desde el periódico Gympie Times.
La fundación en 1896 del periódico Gympie Truth, del que formaría parte, fue parte de su respuesta. Ideado como medio de difusión del mensaje laborista, el diario jugó un rol vital en la vuelta de Fisher al Parlamento en 1899. Esta vez, fue él el beneficiario de una campaña que apelaba al miedo, en la que el candidato conservador, Francis Power, fue convincentemente retratado por el Gympie Truth como partidario del trabajo negro, con los males económicos y sociales que acompañaba. Ese año fue Secretario de Ferrocarriles y Obras Públicas en el gobierno de siete días de Anderson Dawson, el primer gobierno parlamentario socialista del mundo.

### Parlamento Federal

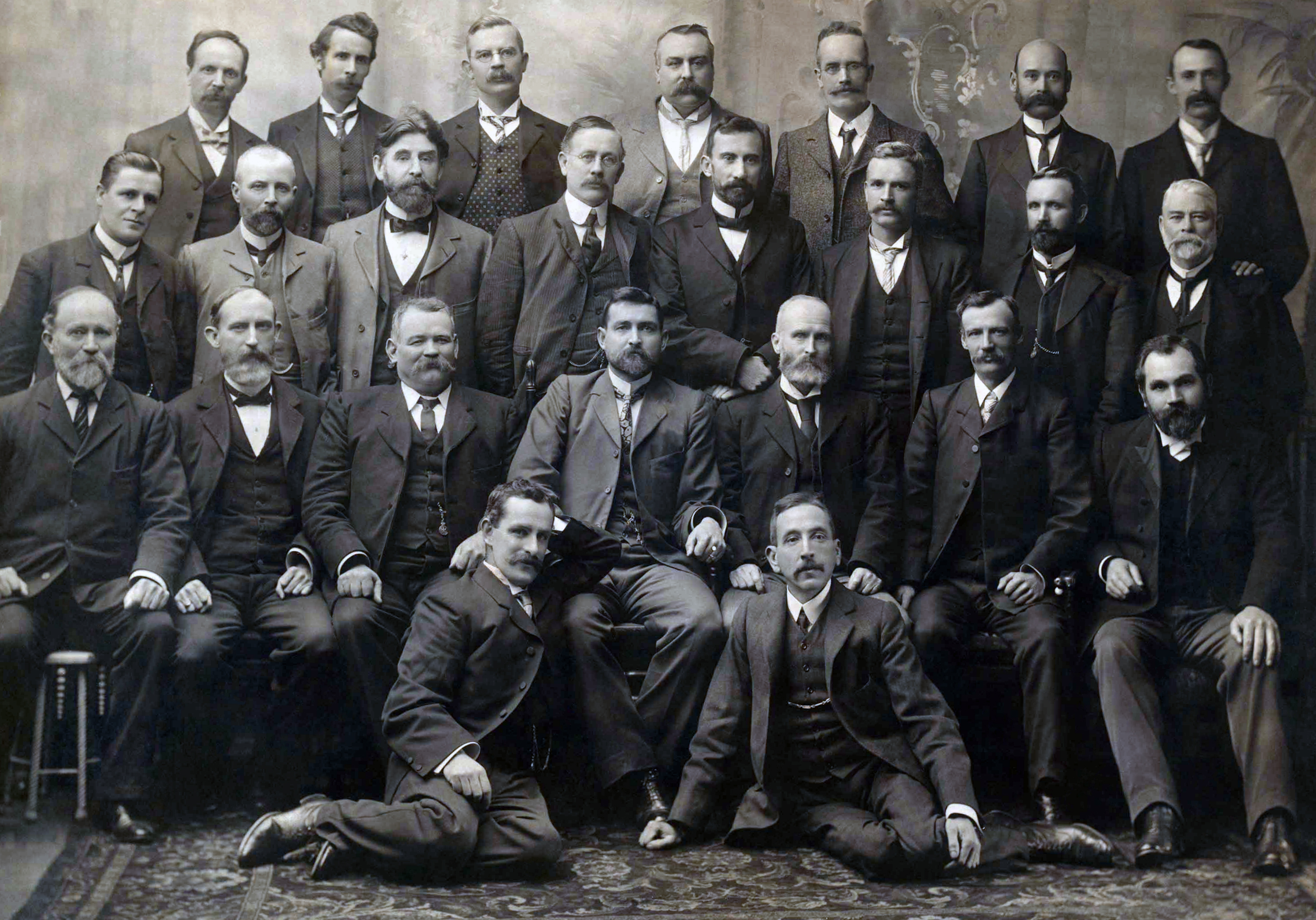
Parlamentarios electos del Partido Laborista en las Elecciones Federales inaugurales de 1901, incluidos Chris Watson, Fisher, Billy Hughes y Frank Tudor.

Los laboristas estaban divididos en torno a su apoyo a la Federación de Australia. Sin embargo, Fisher era un firme federacionista; apoyaba la unión de las colonias australianas e hizo campaña por el sí para el voto en el referendo en Queensland en 1899. Fisher se presentó a las elecciones federales inaugurales de 1901 por la circunscripción de Wide Bay y ganó el escaño, que mantendría por el resto de su carrera política. A finales de 1901, contrajo matrimonio con Margaret Irvine, la hija de su antigua casera.
Los laboristas mejoraron su representación en las elecciones de 1903, consiguiendo un suficiente número de escaños como para estar a la par con los otros dos, una etapa legislativa conocida coloquialmente como los "tres onces" (three elevens). Cuando Deakin dimitió en 1904, George Raid, del Free Trade Party, rehusó ocupar el cargo, resultando en la toma del poder por los laboristas, con Chris Watson convertido en el primer laborista en ser primer ministro de Australia, por un periodo de cuatro meses en 1904. Fisher demostró su capacidad ministerial como ministro de Comercio en el gobierno de Watson. Como cuarto miembro del Partido Laborista, después de Watson, Hughes y Lee Batchelor, Fisher pasó a ser diputado líder del partido en 1905. 
En las elecciones de 1906, Deakin permaneció como primer ministro a pesar de que los laboristas obtuvieron considerablemente más escaños que los proteccionistas. Cuando Watson renunció en 1907, Fisher le sucedió como líder laborista, aunque Hughes y William Spence también partían de una buena posición. Se consideró que Fisher tenía un mejor entendimiento de las cuestiones económicas, manejaba mejor el comité central, tenía mejores relaciones con la organización del partido y los sindicatos y estaba más en contacto con la opinión del partido. No compartía la pasión de Hughes por el libre comercio. En términos políticos era un radical, en la izquierda de su partido, con un fuerte sentido de la parte que tenía el laborismo en la historia de la lucha obrera británica. 
En la Conferencia Federal Laborista de 1908, Fisher se mostró a favor de la representación femenina en el parlamento: 

Confío en que no tengan lugar otras elecciones federales sin que haya una mujer presentada como candidata del Partido Laborista para el Senado.

Con una mayoría de escaños en el gobierno laborista-proteccionista, el comité central del Partido Laborista se había vuelto en 1908 intranquilo respecto al futuro del gobierno en minoría de Deakin. Con su gobierno en problemas, Deakin sondeó a Fisher y Watson sobre una posible coalición, pero a cambio le pidieron una mayoría laborista en el gobierno, que se legislara inmediatamente sobre pensiones de edad y que en las siguientes elecciones el gobierno prometiera un Impuesto sobre Bienes Inmuebles progresivo, por lo que no se formó ninguna coalición. No obstante, la presión de los laboristas brindó productivos cambios por parte de Deakin: accedió a una comisión real al correo, pensiones que serían proveídas por el superávit en los ingresos y 250 mil libras destinadas para la Royal Australian Navy. Fisher no encontró satisfactorias las propuestas impositivas, mientras que al comité central tampoco le convencieron las de pensiones. Sin el apoyo de los laboristas, el gobierno de Deakin cayó en noviembre de 1908.

## Primer ministro

### Primer gobierno - 1908/1909

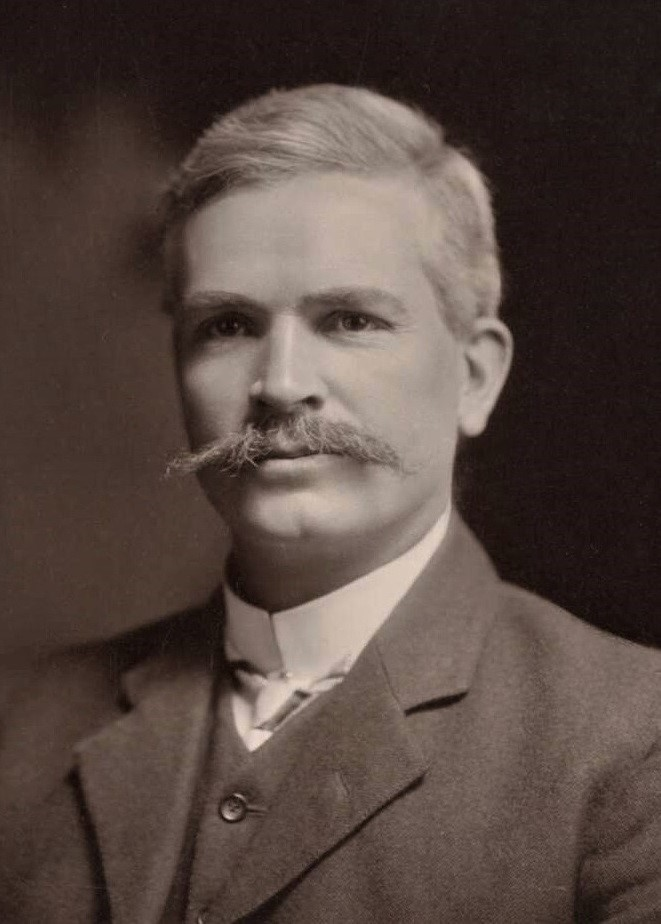
Andrew Fisher en 1908.

Fisher formó su primer y único gobierno en minoría durante su primer mandato. El Gobierno enmendó el Seat of Government Act asegurando que la nueva capital federal estuviera en Canberra, Nueva Gales del Sur, aprobó el Manufacturers' Encouragement Act para dar exenciones fiscales a los industriales del hierro y el acero que pagaran salarios justos y razonables, encargó tres destructores torpederos, y asumió la responsabilidad de la defensa naval local y situó a la marina australiana a disposición de la Royal Navy para tiempos de guerra. 
Fisher llamó al partido a reformar la constitución para dar a la Commonwealth poder sobre trabajo, salarios y precios, a expandir la armada y dar entrenamiento militar obligatorio a jóvenes, extender las pensiones, crear un impuesto sobre bienes inmuebles, a la construcción de un ferrocarril transcontinental, la sustitución de la libra esterlina por una moneda australiana y a la imposición de aranceles para proteger la industria azucarera. En mayo de 1909, los proteccionistas más conservadores y los librecambistas (Freetraders) se unieron para formar el Commonwealth Liberal Party, mientras que los proteccionistas más liberales se unieron a los laboristas. Con una mayoría de escaños, el CLP, liderado por Alfred Deakin, expulsó a los laboristas del gobierno, con el fracaso de Fisher en persuadir al Gobernador General William Ward de que disolviera el Parlamento.

### Segundo gobierno - 1910/1913
En las elecciones de 1910, el Partido Laborista ganó dieciséis escaños más, hasta un total de cuarenta y dos de los setenta y cinco escaños de la Cámara de Representantes, y los dieciocho asientos elegibles para el Senado que se disputaron, sumando veintidós de los treinta y seis asientos. Esto dio a los laboristas el control de las dos cámaras y permitió a Fisher formar su segundo gobierno, el primer gobierno federal con mayoría absoluta en Australia. También fue la primera mayoría absoluta en el Senado y la primera mayoría de gobierno laborista en el mundo. Las ciento trece leyes aprobadas en los tres años de su segundo mandato superaron incluso a las que promulgaron durante el de Deakins en un periodo de tiempo similar. El gobierno de 1910 a 1913 representó la culminación de la implicación de los laboristas en la política, con un periodo de reformas sin igual en la Commonwealth hasta la década de 1940.

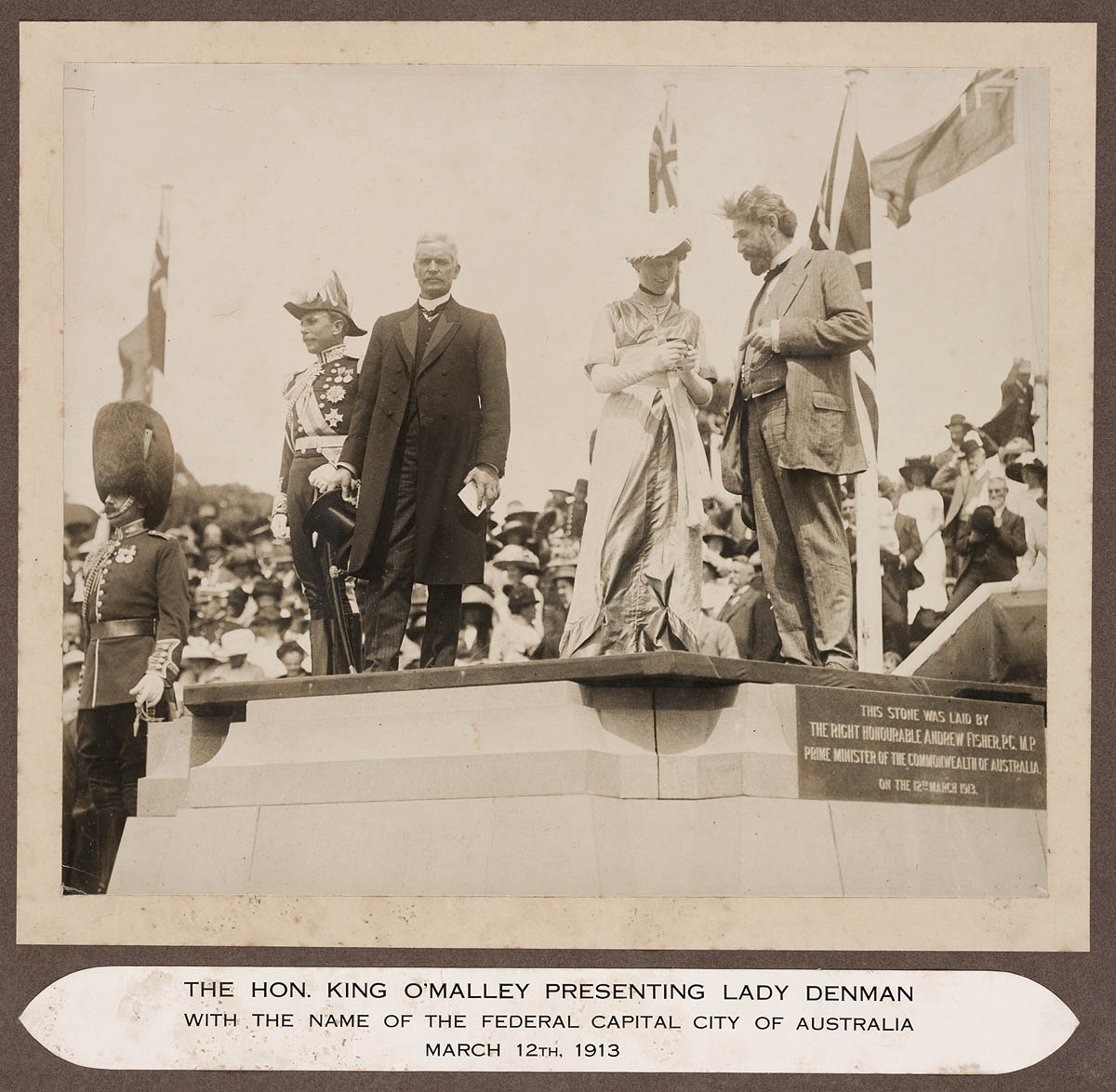
Andrew Fisher en la ceremonia de nombramiento de Canberra, 1913. El gobernador general, Thomas Denman, está de pie a la izquierda de Fisher.

Fisher llevó a cabo muchas reformas en defensa, cuestiones constitucionales, finanzas, transporte y comunicaciones y seguridad social, consiguiendo la gran mayoría de los propósitos en su primer mandato, tales como establecer pensiones por jubilación y enfermedad, permisos por maternidad y bajas por enfermedad o lesiones en el trabajo, poner en circulación la primera moneda australiana, formar la Royal Australian Navy, comenzar la construcción del ferrocarril transaustraliano, expandir la competencia de la Corte Suprema de Australia, fundar Canberra y establecer el Commonwealth Bank controlado por el gobierno. El segundo gobierno de Fisher también introdujo cargos postales uniformes en todo el país, así como medidas para combatir los monopolios de tierras, sacó adelante propuestas de más regulación de las horas de trabajo, salarios y condiciones laborales, introdujo tratamiento y reconocimiento médico gratuito a los niños en los colegios públicos, y enmendó la ley de Conciliación y Arbitraje de 1904 para proveer de más autoridad al presidente del tribunal y para permitir los sindicatos de trabajadores de la industria, registrados por el Tribunal de Arbitraje.
Fisher quería poder adicional para la Commonwealth en ciertas áreas, como la nacionalización de los monopolios. El referendo de 1911 tenía dos preguntas, sobre Poderes Legislativos y Monopolios. Ambas fueron rechazadas con alrededor del 61% del "No". Otras seis cuestiones fueron consultadas en 1913, sobre Comercio, Corporaciones, Industria, Trusts, Monopolios y Disputas del Ferrocarril. Todas fueron rechazadas con aproximadamente el 51% del "No". En las elecciones de 1913, el Commonwealth Liberal Party, liderado por Joseph Cook, derrotó al Partido Laborista por un escaño.

### Tercer gobierno - 1914/1915
El Partido Laborista mantuvo el control del Senado. Sin embargo, en 1914, Cook, frustrado por el bloqueo del Senado a su legislación, recomendó al nuevo gobernador general, Sir Ronald Munro Ferguson, la disolución de ambas cámaras y la convocatoria de elecciones. Esta fueron las primeras elecciones tras una doble disolución en Australia, y la única hasta las de 1951. La Primera Guerra Mundial había explotado en medio de la campaña para las elecciones de ese año, con ambos lados apoyando al Imperio Británico. Fisher hizo campaña en apoyo de unas fuerzas armadas australianas independientes, y prometió que Australia "estaría detrás de la Madre Patria para ayudarla y defenderla hasta el último hombre y el último chelín". Los laboristas ganaron las elecciones con otra mayoría absoluta en ambas cámaras y Fisher formó su tercer gobierno.

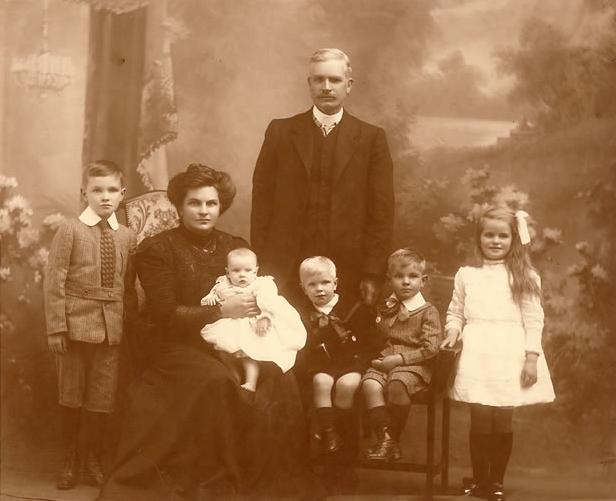
Retrato de estudio de la familia del primer ministro en 1910.

Fisher y su partido se pusieron inmediatamente en movimiento para organizar unas medidas de defensa urgente para planear e implementar el esfuerzo bélico de Australia. Fisher visitó Nueva Zelanda durante este tiempo que vio a Billy Hughes actuando como primer ministro por dos meses. Los laboristas continuaron implementando la legislación prometida en tiempo de paz, incluyendo el River Murray Waters Act (que trataba el asunto del río Murray y el Lago Victoria), el Freight Arrangements Act (sobre disposiciones de carga) y el Sugar Purchase Act (de compra de azúcar) en 1915 y los Estate Duty Assessment (evaluación de las obligaciones del Estado) y Estate Duty (de obligaciones del Estado) en 1914. La legislación de guerra en 1914 y 1915 incluyó los War Precautions acts (dando al gobernador general poder para hacer regulaciones de seguridad nacional), un Trading with the Enemy Act (de comercio con el enemigo), War Census (censo de guerra), un Crimes Act (de delitos), un Belgium Grant Act (de subvención a Bélgica), y un Enemy Contracts Annulment Act (de anulación de contratos con el enemigo).
En octubre de 1915, el periodista Keith Murdoch informó de la situación en la Batalla de Galípoli a petición de Fisher, y le comunicó que "sus temores habían sido justificados". Describió la Expedición Dardanelos como "una serie de desastrosas subestimaciones" y "uno de los más terribles capítulos de nuestra historia", concluyendo:

Lo que le quiero decir ahora muy seriamente es que la horrorosa y continua torpeza en torno a la empresa del Dardanelos era de esperar de semejante personal como el que el Ejército Británico posee... el orgullo y la autocomplacencia de los hombres de pluma roja ("red feather men"), son igualados sólo por su incapacidad.

Fisher hizo llegar el informe a Hughes y al ministro de defensa, George Pearce, lo que desencadenaría la evacuación de las tropas australianas en diciembre de 1915. El informe fue también utilizado por la Comisión Dardanelos, en la cual trabajó Fisher durante su Alto Comisionado en Londres.
Fisher dimitió como primer ministro y parlamentario el 27 de octubre de 1915, después de estar ausente del parlamento sin explicación por tres sesiones. Tres días después, el comité central del Partido Laborista eligió unánimemente a Billy Hughes como líder del Partido Parlamentario Federal.

## Alto Comisionado ante el Reino Unido

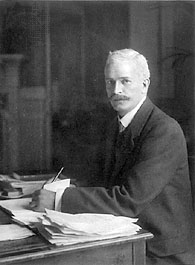
Segundo Alto Comisionado de Australia ante el Reino Unido.

Fisher sirvió como el segundo Alto Comisionado de Australia ante el Reino Unido del 1 de enero de 1916 al 1 de enero de 1921. Se opuso al alistamiento forzoso, lo que dificultó sus relaciones con Billy Hughes. Hughes pidió apoyo a Fisher por telégrafo tres semanas antes del primer referendo, pero Fisher le respondió "Am unable to sign appeal. Position forbids." (sic.) ("No puedo firmar la petición. Mi posición me lo prohíbe."). Repetidamente rechazaría comentar este asunto. El plebiscito de Hughes de 1916 y los referendos de 1917 sobre el alistamiento tuvieron un "No" mayoritario. Fisher visitó a las tropas australianas que servían en Francia y Bélgica en 1919, y después presentó un álbum con fotos del campo de batalla de 1917 a 1918, mostrando las horrendas condiciones experimentadas por las tropas.
La Comisión Dardanelos, que incluyó a Fisher, entrevistó a testigos en 1916 y 1917 y presentó su informe final en 1919. Concluyó que la expedición fue pobremente planificada y ejecutada y que las dificultades se habían subestimado, problemas que se agravaron con escasez de suministros y por choques de personalidad y dilación en los altos niveles. Unas 480 mil tropas habían sido empleadas en la fallida campaña, con alrededor de la mitad de bajas. Las concusiones del informe se vieron como insípidas, con ninguna figura (política o militar) fuertemente censurada. El informe de la Comisión y la información reunida por el procedimiento permanecen como fuentes documentales claves de la campaña.
Fisher quería continuar como Alto Comisionado en Londres cuando su periodo terminó en 1921, pero Hughes no lo permitió. A su regreso a Australia, hubo intentos de asegurar a Fisher un escaño en el Parlamento y de que liderara el Partido Laborista una vez más, pero él no estaba interesado en tal cosa. En 1922 regresó a Londres y vivió retirado en South Hill Park, Hampstead, por el resto de su vida. En sus años finales, Fisher sucumbió gradualmente a los efectos de la demencia, tanto que acabaría perdiendo incluso la habilidad de poder firmar con su propio nombre. Contrajo un grave brote de gripe en septiembre de 1928 y murió un mes después. Fue enterrado en el Fortune Green Cemetery en West Hampstead.

## Reconocimientos

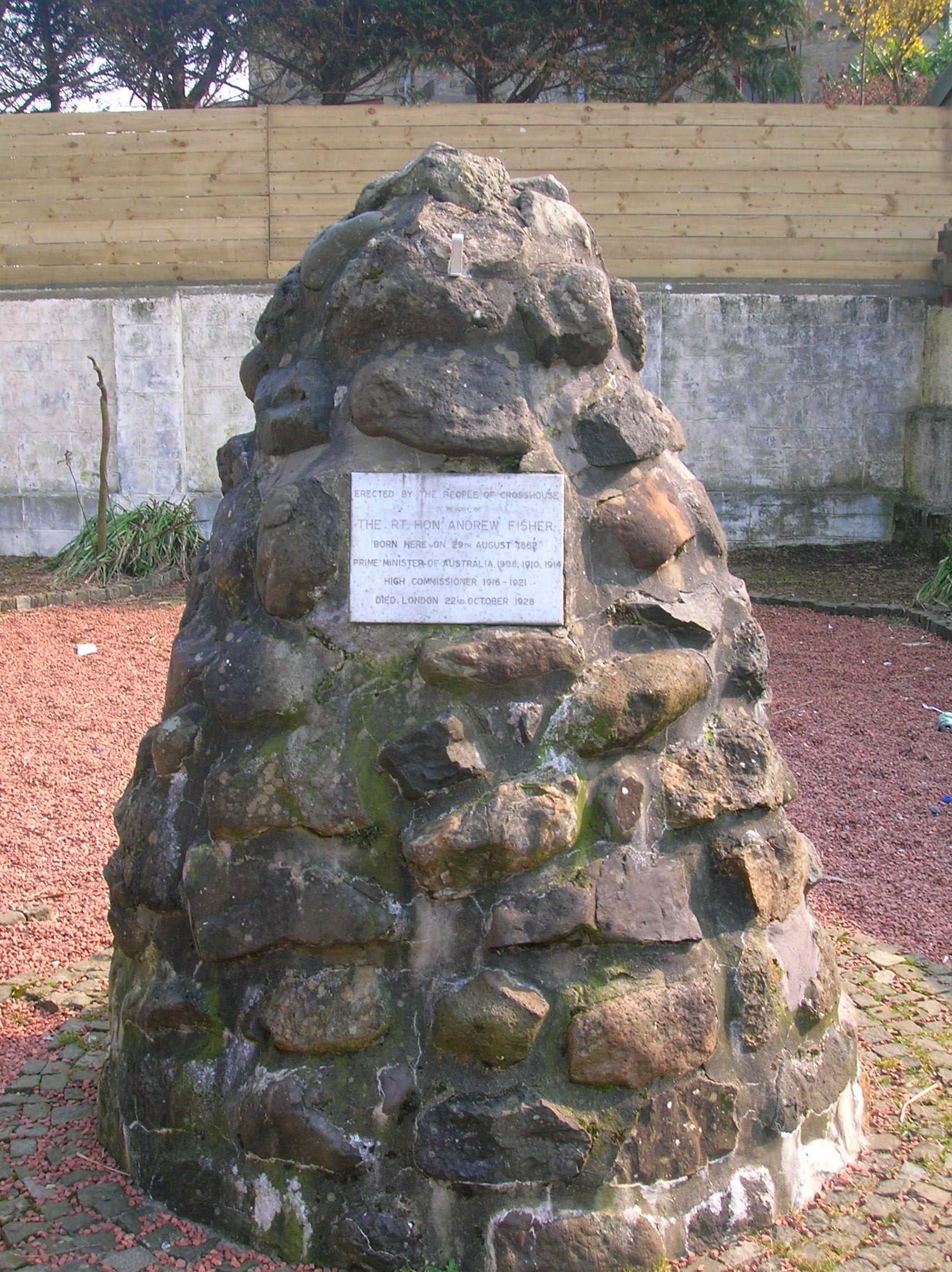
El Cairn de Andrew Fisher en Ayrshire.

Al final de la Primera Guerra Mundial, Francia lo premió con la Legión de Honor, pero Fisher la rechazó; no le gustaban las condecoraciones de ningún tipo y se ciñó a esta visión a lo largo de su vida. La división electoral federal de Fisher (Division of Fisher) fue nombrada así en su honor. En Canberra también se creó nombró un suburbio en su memoria, con sus calles reflejando la temática minera en honor a la ocupación de Fisher anterior a su vida pública. Ramsay MacDonald, el primer laborista en ser Primer ministro del Reino Unido, reveló un monumento conmemorativo en el cementerio de Hampstead en 1930. Un jardín conmemorativo le fue también dedicado en su lugar de nacimiento a finales de los años 1970.
En 1972 fue honrado con un sello postal portando su retrato por Australia Post.
En 2008, el primer ministro laborista Kevin Rudd lanzó una biografía titulada Andrew Fisher, escrita por David Day. Por otro lado, Rudd fue presentado con un objeto que perteneció a Fisher (una pluma de oro ligeramente abollada con su firma grabada, que había sido guardada a salvo durante 80 años).

## Referencias

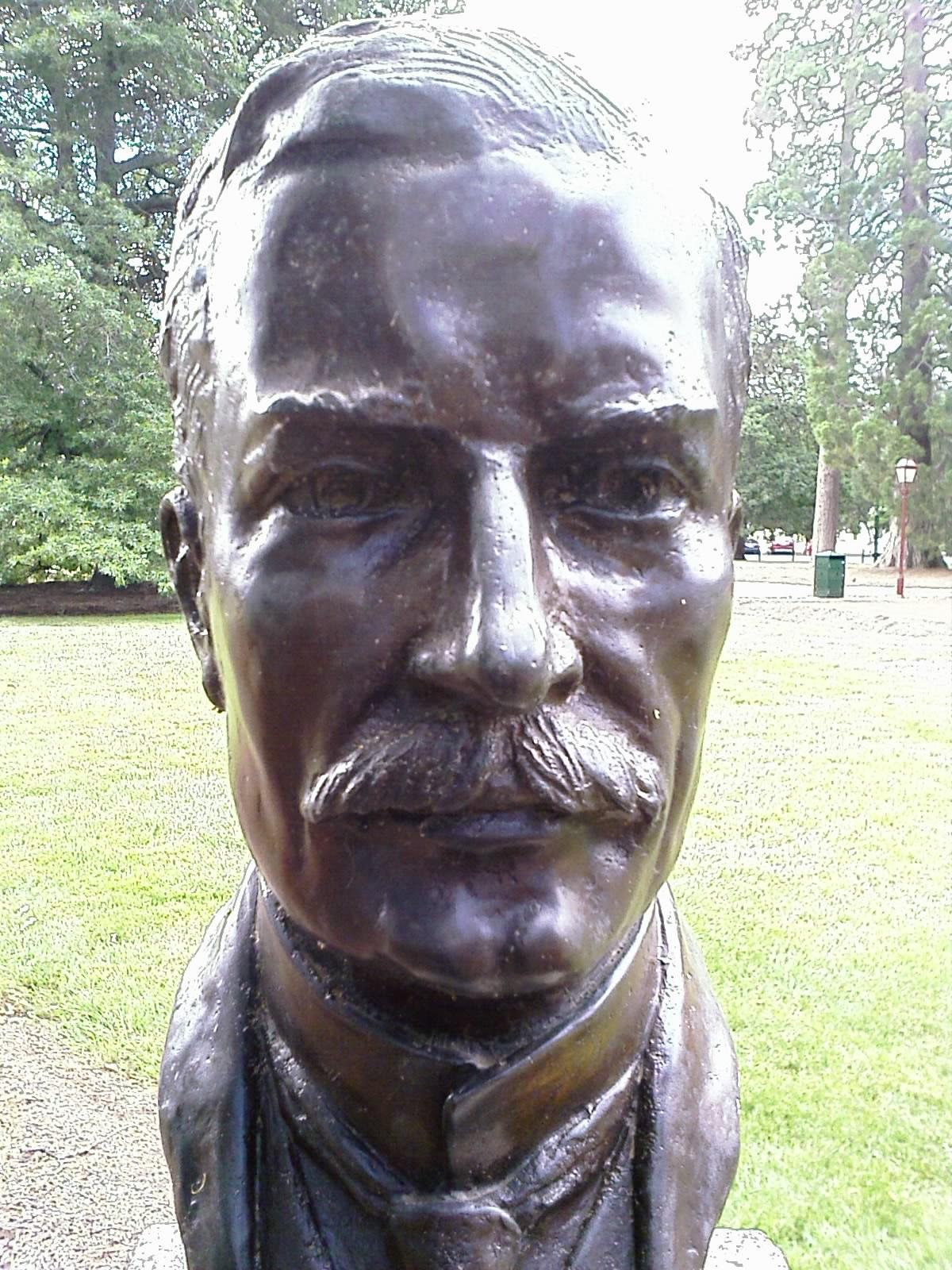
Busto de Andrew Fisher del escultor Wallace Anderson, situado en Prime Ministers Avenue en los jardines botánicos Ballarat.